# シャ・ナ・ナ
シャ・ナ・ナ（Sha Na Na）は、1969年から活動しているアメリカのロックンロール、ドゥーワップ・グループである。発表曲のほとんどがカバーであるため、カバーバンドに近い存在である。アメリカでは保守的な労働者の若者や、子供の間で人気を博した。ニューヨークのストリート出身と称し、金ラメ、スペーススーツ、レザー、ポンパドゥール・ヘアというスタイルで、オールディーズ、ロックンロール、ドゥーワップなどのパフォーマンスを披露した。日本においてもクールス、シャネルズ（後のラッツ&スター）などが彼らからの影響を公言していた。
また定番曲の「Rock'n'roll is here to stay」の演奏を始める前の口上(決めゼリフ)は、「I've got (just) one thing to say to you, fucking hippies.」であり、1960年代後半の自由奔放で、ドラッグや学生運動、左派志向を良しとするヒッピー文化に対し、保守的な1950年代～60年代前半の若者文化を美化した。品行方正なバンドのキャラクターでドラッグとは無縁の印象があるが、1971年に参加したリードギタリストChris Donald (Vinnie Taylor)は1974年にヘロインのオーバードーズで死去している。

## キャリア
コロンビア大学在学中にア・カペラ・グループのキングズメン (Kingsmen) として発足したが、太平洋岸北西部を拠点に活動していた同名グループがいたため、グループ名をシャ・ナ・ナ (Sha Na Na) に改名。ベース・ボーカリストのロバート・レオナードを中心にヒッピー・ムーヴメント真盛りの1969年に活動を開始した。デビュー時点で12人という大所帯での初期のステージングは、金ラメに身を包んだ3人のフロントマンが歌とダンスを担当、残りの9人はグリーサー(Greaser)・ルック（袖をまくったTシャツ、革ジャン、タンクトップ等）でステージに上がった。
ウッドストック・フェスティバルでは、「ゲット・ア・ジョブ」など11曲のオールディーズ曲のパフォーマンスをおこなった。映画『ウッドストック/愛と平和と音楽の三日間』に収められた約90秒の出演シーンで全米規模の知名度を獲得すると同時に、1971年から上演されているミュージカル『グリース』やテレビ番組『ハッピー・デイズ』、1962年の設定ではあるが時代背景の近い映画『アメリカン・グラフィティ』などとともにフィフティーズ・リバイバルにひと役買った。
オリジナル・メンバーのドナルド "ドニー" ヨーク、ジョン "ジョッコ" マルセリーノ、ウッドストック・フェスティバル直後に加入した"スクリーミン" スコット・サイモンを中心にツアーを行っている。
- テレビ・シリーズ

1977年から1981年まで、ピエール・コゼットが企画し、LBSコミュニケーションが配給したシンジケート番組『シャ・ナ・ナ』でホストを務めた。番組は彼らの演奏（1950年から1960年代のヒット・ナンバー）を柱にコント、「タフ・ガイズ」と題されたロケなどで構成された。オープニングはコンサート・シーンから始まり、ゲスト・アーティストとともに数曲演奏しながらバックが街中やアイスクリーム・パーラーなど様々な場所に変わる、という演出が施された。
ゲストにはジェームス・ブラウン、ラモーンズ、リトル・リチャード、ボ・ディドリー、チャビー・チェッカーなど豪華な顔ぶれが出演した。

## 日本への影響
1975年11月、日本初公演（渋谷公会堂）の前座を宇崎竜童率いるダウン・タウン・ブギウギ・バンドが務めた。同年「スモーキン・ブギ」（Smokin' Boogie)をシングルでリリース（カーマ・スートラ・レコード、日本コロムビア）。歌詞は英語だが内容はほぼ日本語の直訳になっている。ただし文化の違いから、”喫茶店”を”Soda shop"、”ショートピース”を”Camel”としている。カップリング(B面)はシャ・ナ・ナオリジナルで"We're Still Smoking."歌詞は”We're still smokin’"と"タバコ吸ってるよ、タバコ吸ってるよ”のみだった。ダウン・タウン・ブギウギ・バンドに対し”日本にもブギを演奏できるバンドがある事を知った”とコメントしている。
日本においてはキャロルのラスト・ライブの編集ビデオの中でクールスのメンバーが、(キャロルは)シャ・ナ・ナなんかに比べればまだまだ、と言っていたほど、シャ・ナ・ナを「オールディーズを復活させた正統派ロックンロールバンド」と認識する者がいた。一方で、本国アメリカでは、オールディーズを歌う子供向けコメディー・バンド」というイメージも強くあった。これはテレビ番組の演出が影響していたということと、放映以前から彼らのステージ・パフォーマンスがアメリカ人にとっては少々「子供じみて映った」と考えられる。特にベース・ボーカルのジョン・バウマン (バウザー)は子供からの人気も高かった。

## 映画
- 『ウッドストック/愛と平和と音楽の三日間』1970年 (「踊りにいこうよ (At the Hop)」)
- 1978年には映画『グリース』にジョニー・カジノ&ザ・ギャンブラーズ役で出演、劇中で「ハウンド・ドッグ」ほか6曲を演奏し、サウンドトラックにも収録された。劇中でダニー役のジョン・トラボルタが歌った「サンディ」は、作曲家ルイス・セント・ルイスと"スクリーミン" スコット・サイモンとの共作。

## DVD
- 『Woodstock Diaries』[13] - 1994年TV放映後DVD化。（"Duke of Earl")
- 『ウッドストック〜40周年記念ボックスセット（DVD)』[14] - 2009年。("Get a job", "At the Hop", "Get a job (reprise)")

## メンバー
※「ベース・ボーカル」はベースギター&ボーカルではなく低音を担当するボーカル

### オリジナル・メンバー
- ドナルド "ドニー" ヨーク - ボーカル (1968年- )
- ジョン "ジョッコ" マルセリーノ - ドラム (1969年- )
- アラン・クーパー - ベース・ボーカル (1968年-1970年、1971年)
- ロバート・レオナード - ボーカル (1968年-1970年)
- フレデリック "デニス" グリーン（別名デニー） - ボーカル (1968年-1984年) ※2015年9月5日死去
- ヘンリー・グロス - ギター (1969年-1970年)
- ジョー・ウィトキン - ピアノ (1968年-1970年)
- スコット・パウエル（別名キャプテン・アウトレイジャス、トニー・サンティーニ） - ボーカル (1968年-1981年)
- エリオット "ジーノ" カーン - ギター (1968年-1973年)
- リチャード・ジョッフェ - ボーカル (1968年-1973年)
- デイヴィッド・ギャレット - ボーカル (1968年-1970年)
- ブルース "ゾロアスター" クラーク（別名ブルーノ） - ベース (1969年-1973年)

### 現在のメンバー
- ドナルド "ドニー" ヨーク
- ジョン "ジョッコ" マルセリーノ
- "スクリーミン" スコット・サイモン - ピアノ (1970年- )
- ジーン・ジャラミロ - ギター (1990年- )
- ジム "ビリー" ウォルドビリング - ギター (1990年- )
- ポール "ポーリー" キンバロウ - ドラム (2002年- )
- "ダウンタウン" マイケル・ブラウン - サクソフォーン、ボーカル (2005年- )

### 過去在籍したメンバー
- グローヴァー・ケンブル - ボーカル (1970年)
- ラリー・パッカー - ギター (1970年)
- ジョン "バウザー" バウマン - ベース・ボーカル (1970年-1983年)
- レニー・ベイカー - サクソフォーン、ボーカル (1970年-1999年) ※2016年2月24日死去
- ビリー・シュウォルツ - ギター (1971年)
- クリス・ドナルド（別名ヴィニー・テイラー） - ギター (1971年-1974年) ※1974年4月17日死去
- ジョニー "キッド" コンタード - ボーカル (1971年-1983年)
- デイヴィッド "チコ" ライアン - ベース (1973年-1998年) ※1998年7月26日死去
- エリオット・ランドール（別名エンリコ・ロンゾーニ） - ギター (1974年-1975年)
- ダニー・マクブライド（別名ダーティ・ダン） - ギター (1975年-1980年) ※2009年7月23日死去
- グレン・ジョーダン（別名ギター・グレン） - ギター (1980年-1986年)
- カル・デイヴィッド（別名カジュアル・カル） - ベース・ボーカル (1984年)
- ガエリン・バリー（別名ティト・マンボ） - ベース・ボーカル (1984年-1988年)
- ドラ・ピアソン - ボーカル (1984年-1988年) ※初の女性Vo
- ジミー "ジューン" ハン (1987年)
- ブライアン・カミング（別名マイティ・ジョー） - ギター (1987年-1989年)
- パメラ・デイ - ボーカル (1989年-1991年) ※2代目女性Vo
- ロブ・マッケンジー - ギター (1990年-2001年)
- リサ・サンステッド - ボーカル (1993年-1995年) ※3代目女性Vo
- ジョージ・スラピック - ドラム (1999年-2000年)
- フランキー・アデル - サクソフォーン、ボーカル (1999年-2005年)
- バズ・キャンベル - ギター (2002年-2006年)
- レジー "レオン" バティス - ベース・ボーカル (1989年-2010年) ※2010年10月8日死去
- ジョージ・レオナード - 振付

## ディスコグラフィ
- Woodstock Festival サウンドトラック [1969] (シャ ナ ナ演奏の“At the Hop”収録) (後のリリースでは、“Duke Of Ear”、“Book Of Love”、“Teen Angel”、“Get A Job”などが含まれる。実際の演奏は12曲と考えられている。）
- Rock And Roll Is Here to Stay [1969] (1973年の再リリースではジャケットの絵が替えられた)
- Payday / Portnoy （シングル） [1970] ... または Payday / Payday (Promo SINGLE) ... または Payday / Young Love (日本版 シングル)
- Sha Na Na [1971]  (A面はニューヨーク州コロンビア大学でのライブレコーディング。)
- The Night Is Still Young [1972] *版によっては収録されていない曲もある*
- EDDIE AND THE EVERGREENS - In The Still Of The Night / In The Still Of The Night (アルバム 'The Night Is Still Young' からの収録) （シングル） [1972]
- Live in Belgium, With Francis Bay & His Orchestra [1972] (非公式版)
- Live in Central Park, New York City, NY (ラジオ放送) [1972] (非公式版)
- Live in Winterland, San Francisco, CA [1973] (非公式版)
- The Golden Age of Rock ’N’ Roll [1973] (二枚組LP, 2, 3, 4面は1972年後半と思われるライブ音源。)
- Sha Na Na Live in Germany (TV: Musikladen), 1973 (DVD, CD+VCD)
- From The Streets Of New York （ライブ） [1973]
- Hot Sox [1974]
- Maybe I'm Old Fashioned / Stroll All Night (LONGER VERSION) （シングル） [1974]
- Sha Na Now [1975]
- THE SHA-NA-NETTS - (Just Like) Romeo And Juliet (No Lead Vocals) / FLINT-NIKS - The Flint-Nik Rock （シングル） [1975]
- Rock’n Roll Graffiti - ライブインジャパン' [1975]
- スモーキン・ブギ (Smokin' Boogie) [1975]（シングル）(ダウン・タウン・ブギウギ・バンドの楽曲の英語詞によるカバー)
- Grease サウンドトラック [1978] (シャ ナ ナの演奏6曲を収納)
- Rockin’ In The 80’s [1980]
- Silly Songs (1981)
- Live in Long Island, N.Y. [1983] (非公式版)
- The song WRESTLING TONIGHT (1985) 1983年公開の映画"Grunt!"で使用の曲。
- Yeah, Yeah, Yeah [1985] 再編集版。 （カセット） 二曲の未収録曲を収録: Da Doo Ron Ron and Mr. Bass Man.
- Rockin' And A Rollin' [1986] 再編集版 (CD) 未収録曲: My Prayerを収録。
- Rock’n’Roll Concert & Party [1987] (VHS)
- 34th & VINE (1990) [8曲]
- Havin' An Oldies Party With Sha Na Na [1991] 再編集版。未収録曲；ビキニスタイルのお嬢さん を収録。
- The Sha Na Na 25th Anniversary Collection [1993] (20曲収録。内8曲は1990年のアルバムに収録。)
- Live in Concert (80年代後半から90年代前半) [199?] (CD1枚、2カセット、またはDVD1枚)
- 20 Classics Of Rock 'N' Roll (90年代中頃) (再編集版。カセット。以前にリリースされた数曲を含む。)
- Rock ‘N’ Roll Dance Party (1996から20曲; 1998から16曲)
- Then He Kissed Me (with Conny) [1999], 日本 (CONNYとの共演盤。)
- Live in Japan (with Conny) [2000], ライブ盤。1999年11月日本での収録。
- Rockin’ Christmas [2002] (2003年に再リリース。ジャケット変更と一曲追加。)
- One More Saturday Night [2006]
- Blue Moo: 17 Jukebox Hits From Way Back Never - オムニバス。(本とCD) シャ・ナ・ナによる曲(GORILLA SONG)を収録 [2008]
- 40th Anniversary - Collector's Edition (少なくとも過去にリリースされていない曲6曲を含む) [2009]
- Rockin' Christmas: The Classic Christmas Collection (新しいクリスマスソング6曲を含む) [2011]
- Grease High School Hop - 25 Dance Songs Of The '50s & 60s （再編集版） (デジタルリリース) [2013]
- Grease High School Hop KARAOKE - 50年代～60年代の曲10曲のカラオケ版 (デジタルリリース) [2013]